# Castner-Kellner-Verfahren (Natriumcyanid)
Castner-Kellner-Verfahren (nach Hamilton Castner und Karl Kellner) bezeichnet ein älteres Verfahren der chemischen Industrie zur Herstellung von Natriumcyanid. Es wurde von Castner und unabhängig von Kellner um 1890 entwickelt und ab Mitte der 1890er Jahre umgesetzt. Ein ähnliches Verfahren stammt von George Beilby aus derselben Zeit. Natriumcyanid wurde damals insbesondere für die Goldgewinnung benötigt.
Natrium und Holzkohle werden gemeinsam erhitzt, Ammoniak wird dazugeleitet und reagiert mit Natrium zu Natriumamid gemäß der Formel:
{\displaystyle \mathrm {2\ Na\ +\ 2\ NH_{3}\rightarrow \ 2\ NaNH_{2}\ +\ H_{2}} }
Natriumamid geht mit Kohle bei 873 K (600 °C) in Natriumcyanamid über:
{\displaystyle \mathrm {2\ NaNH_{2}\ +\ C\ \rightarrow \ Na_{2}N_{2}C\ +\ 2\ H_{2}} }
Bei 1073 K (800 °C) entsteht Natriumcyanid durch weitere Umsetzung des Natriumcyanamids mit Kohle:
{\displaystyle \mathrm {Na_{2}N_{2}C\ +\ C\ \rightarrow \ 2\ NaCN} }